# Johan Henrik Andresen (1815–1874)
Johan Henrik Andresen (Oslo, 25 de marzo de 1815 - 5 de junio de 1874) fue un comerciante, propietario de fábrica y político noruego.

## Biografía
Andresen nació en Christiania (ahora Oslo), Noruega. Era hijo de Nicolai Andresen y Engel Johanne Christiane Reichborn. Era hermano del banquero Nicolay August Andresen y del gerente de minas de plata Carl Ferdinand Andresen (1824-1890). Asistió al Instituto Møller (Møllers Institut) en Christiania.
Compró la fábrica de tabaco J. L. Tiedemanns Tobaksfabrik de Johann Ludwig Tiedemann en 1849. Posteriormente desarrolló tanto la fábrica como su mercancía hasta alcanzar tamaños significativos. Fue miembro del consejo municipal de Christiania desde 1856 hasta 1863. Andresen fue seleccionado como suplente del Parlamento de Noruega por las ciudades de Christiania, Hønefoss y Kongsvinger desde 1868 hasta 1869 y desde 1871 hasta 1873.
Escribió el libro Om Myntforandringen, publicado en 1873.

## Vida personal
Estaba casado con Petra Juell (1829-1917). Fue padre del propietario de fábrica Nicolai Andresen (1853-1923), abuelo del propietario de fábrica Johan H. Andresen y bisabuelo de Johan H. Andresen jr.